# Manhunter (personaggio)
Manhunter è il nome dato a diversi eroi ed antieroi della DC Comics, così come i Manhunters, un'intera razza di androidi creati dai Guardiani dell'Universo come precursori del Corpo delle Lanterne Verdi.

## Dan Richards
Il primo Manhunter comparve per la prima volta in Police Comics n. 8 grazie alla casa editrice di fumetti, Quality Comics. Le sue storie vennero pubblicate nel n. 101. I personaggi della Quality Comics furono acquisiti dalla DC Comics nel 1956, anno del fallimento della Quality. Dan Richards comparve infine in Young All-Stars e All-Stars Squadron. Le sue origini vennero rinarrate in Secret Origins vol. 2 n. 22.
Frequentò l'accademia di polizia assieme al fratello della sua ragazza, Jim, primo della classe, mentre Dan era l'ultimo. Dato che Jim venne espulso per un crimine che in realtà non commise, assunse l'identità di Manhunter allo scopo di trovare i veri assassini. Riuscì nell'impresa riabilitando il nome di Jim. Dopo questa esperienza, tuttavia, Dan continuò ad operare attraverso l'alias di Manhunter. La sua spalla era un cane di nome Thor. La nipote di Dan, Marcie Cooper, divenne la terza Harlequin dopo averla convinta ad unirsi ai Manhunters. Dan Richards fu successivamente ucciso da Mark Shaw.

## Paul Kirk

### Golden Age
Il primo Manhunter della DC Comics, il secondo in assoluto, era un investigatore indipendente di nome Paul Kirk, un consulente che aiutava la polizia nel risolvere crimini nel corso degli annianni quaranta. Sebbene la serie si intitolasse, "Paul Kirk, Manhunter", Kirk non utilizzò mai il nome Manhunter come alias. Comparve in Adventure Comics dal n. 58 al n. 72.
Da Adventure Comics n. 73, Joe Simon e Jack Kirby crearono un nuovo Manhunter, Rick Nelson, un grande cacciatore e combattente del crimine. Sebbene fosse ovviamente un personaggio differente dal primo Manhunter della DC, il nome Rick Nelson fu velocemente cambiato in Paul Kirk in Adventure Comics n. 74 da un editore sconosciuto. Il team Simon/Kirby lasciò la serie dopo il n. 80, nel novembre 1944, anche se Kirby ne scrisse altre. Il Manhunter Paul Kirk comparve in Adventure Comics fino al n. 92 nel 1944, quando la mancanza di carta durante la guerra fece sì che la DC pubblicasse solo copie contate e più tardi le delle strisce.
Kirk decise di diventare un combattente del crimine, quando il suo amico, l'ispettore Donovan di Empire City venne ucciso da un super criminale conosciuto come Buzzard. Kirk indossò un costume da supereroe rosso con una maschera blu. Anche se non aveva super poteri, possedeva abilità atletiche al di sopra della norma e abilità investigative da professionista.
Sebbene Paul Kirk e Dan Richards non si incontrarono mai nelle storie della Golden Age, essendo pubblicati da compagnie differenti, furono collegati retroattivamente nella continuità della DC come se si conoscessero da anni, e discussero su chi avrebbe dovuto mantenere il nome di Manhunter. Risolsero il problema alleandosi in squadre diverse: Dan Richards divenne membro dei Combattenti per la Libertà, mentre Paul Kirk si unì alla All-Star Squadron.

### Rinnovamento degli anni settanta
Molti anni dopo, nel 1973, i nomi di Manhunter e Paul Kirk furono ripresi in una storia di Archie Goodwin e Walter Simonson. Simonson affermò che l'idea serviva quale rinforzo alla pubblicazione per Detective Comics. Voleva pubblicare una storia guida di Batman e alla fine una storia finale di otto pagine. Intendeva inventare un personaggio che avrebbe agito in modo diverso dal modo di agire di Batman. Mentre Batman era oscuro, sotto certi versi, spaventoso e molto urbano, questo personaggio avrebbe sfoggiato colori sgargianti, carattere solare, per cui tutti, inevitabilmente, sarebbero stati dalla sua parte. Dove Batman era solitamente un combattente a mani nude, Manhunter avrebbe portato con sé un'arma.
Contrariamente al credo popolare, sebbene il nome fu scelto quale riconoscimento del personaggio degli anni '40, l'originale intento dei suoi creatori non era quello di rendere lo stesso personaggio. Tuttavia tale collegamento fu esplicitato più tardi, nel corso della serie, per realizzare il finale del fumetto di 8 pagine.
Kirk utilizzò in particolare tre armi: una Bolo Mauser, un "Coltello Bundhi" comunemente conosciuto come katar, e due shuriken (stelline volanti ninja). Queste armi venivano portate sul petto del costume. Simonson disse del disegno del suo costume: "Ho realizzato tanti disegni preliminari e penso che Archie pensasse che il primo costume fosse un po' complesso, quindi feci molte variazioni. Erano semplici variazioni, per lo più, così tornai al progetto originale. La sola differenza fu che originariamente gli diedi nove shuriken. Archie voleva includere le arti marziali nelle strisce del fumetto, così trovai delle leggende secondo le quali il nove era un numero mistico utilizzato in alcune arti marziali. Ma in qualche modo realizzai che disegnare nove stelline in ogni pannello sarebbe stato un grosso problema, così risistemammo il tutto!".
Paul Kirk venne ucciso, negli anno '40, da un elefante nel corso di un safari, ma il suo corpo fu preservato criogenicamente e infine resuscitato dal Consiglio, una società segreta dedicata al controllo del mondo. Dopo il suo ritorno dalla morte, a Kirk fu dato un fattore di guarigione ideato da un membro del Consiglio e addestrato alle arti marziali dal maestro Asano Nitobe. Fu anche fonte genetica di molti cloni, che il Consiglio intendeva utilizzare per fini paramilitari.
Il Consiglio sottovalutò l'etica di Kirk: quando gli fu ordinato l'assassinio di un ufficiale dell'Interpol, lui tentò di avvisarlo. In realtà era un test: infatti l'uomo era un agente del Congresso. Sul luogo della possibile esecuzione, Kirk riconobbe un gruppo di cloni che lo stavano aspettando per accertarsi che lui avrebbe portato a termine la missione. Quando Kirk fuggi, questi tentarono di ucciderlo.
Manhunter sconfisse il Consiglio, deliberatamente, rischiando anche la sua vita. Gli agenti dell'Interpol, Christine St. Clair e Nitobe, credettero che tutti i cloni fossero morti, ma giurarono di uccidere tutti coloro che avrebbero trovato in futuro.
Negli anni settanta le storie di Paul Kirk/Manhunter comparvero soprattutto nella storia di rinforzo di Batman da 8 pagine in Detective Comics, una sorta di supereroe protagonista di "100 Page Super Spectacular", più che altro ristampe di storie prive della presenza di Batman. Solo con l'ultima storia della serie, Manhunter venne riprodotto sulla copertina del fumetto, in un'alleanza di lunga durata con Batman. Le storie furono tutte scritte da Goodwin, progetto iniziale per i futuri fan delle illustrazioni di Simonson. Goodwin, lavorando con Manhunter, rinnovò un personaggio della Golden Age, e, nell'ultimo episodio della serie, prese l'audace decisione di ucciderlo, decisione che ottenne l'approvaziome sia dai fan che dagli altri professionisti dei fumetti.

## Mark Shaw
Mark Shaw era un avvocato degli ultimi, infelice del modo in cui i criminali manipolavano il sistema, spesso cavandosela senza una punizione. Lo zio di Mark, Desmond, lo introdusse in un'antica setta di combattenti del crimine chiamati i Manhunters. Shaw contattò il Gran Maestro, il leader, attraverso un medaglione magico a forma di leone. In breve, assunse l'identità ed il costume di Manhunter da un Manhunter precedentemente deceduto.
La setta dei Manhunter era composta di androidi, creati miliardi di anni fa prima dai Guardiani di Oa, e utilizzati come polizia della galassia. Per millenni, servirono bene i Guardiani. Tuttavia, i Manhunters erano ossessionati dall'atto di "catturare" dei criminali. Il loro codice, "Nessuno sfugge ai Manhunters", era più importante del vedere applicata la giustizia. Infine, gli androidi si ribellarono ai Guardiani, ma furono facilmente sconfitti dai loro stessi creatori. Coloro che sopravvissero dovettero nascondersi.
Nel loro ultimo giorno, i Manhunters tentarono di gettare discredito sui Guardiani e a Mark Shaw, loro alleato. Si opposero alla Justice League of America, soprattutto dal membro della League conosciuto come Lanterna Verde. Shaw si rese conto che venne ingannato dai Manhunters e si ribellò, uccidendo il Gran Maestro, che si rivelò, in realtà, di essere un robot. Mark Shaw ritornò velocemente alla sua vita precedente come eroe con il nome in codice di Privateer, ma fu più tardi scoperto che lavorava anche come criminale sotto i panni di Star-Tsar, in lega con la Chiave. Red Tornado scoprì il suo doppio gioco e Shaw finì in prigione.
Mentre scontava la sua pena, gli fu offerta la possibilità di unirsi alla Suicide Squad in una missione come Privateer, venendo rilasciato al termine della missione. All'inizio della Crisi Millennium, indossò un nuovo costume per distanziarsi dal culto dei Manhunters, vivendo avventure personali. Ora, Shaw catturava i criminali in costume per ricavarne la taglia. Continuò ad insistere sul fatto che combatteva il crimine solo per i soldi, ma continuava a pensare di fare solo la cosa giusta.
Durante questo tempo, lui e la sua famiglia furono minacciati da due mutaforma di nome Dumas. Shaw uccise il primo, mentre il combattimento con il secondo lo spinse ad abbandonare, alla fine di questa serie, la sua identità di Manhunter. Fu più tardi rivelato che Dumas era lo stesso Shaw, e, parte della sua storia era il risultato della programmazione mentale da parte del Governo degli Stati Uniti. Shaw si unì agli Shadow Fighters al fine di sconfiggere il super criminale Eclipso. In un primo momento si pensò che Mark Shaw venne ucciso con i suoi compagni degli Shadow Fighters mentre si opponevano ad Eclipso. In seguito si scoprì che non fu così. Nel fumetto Manhunter in cui comparve Kate Spencer nel ruolo principale, Mark Shaw fu avvicinato dall'Ordine di Saint Dumas per prendere il ruolo di Azrael. Resta da vedere se accetterà l'offerta.

## Il clone di Paul Kirk
Uno dei cloni rimanenti di Paul Kirk, assunse l'identità di Manhunter indossando l'uniforme di Paul creata dal Consiglio. Aveva in progetto di creare la Società segreta dei supercriminali, tuttavia, morì nel tentativo di uccidere Darkseid.

## Chase Lawler
Un nuovo fumetto di Manhunter, di Steve Grant e Vince Giarrano, non correlato a nessun altro Manhunter, venne creato nella dopo-serie limitata del 1994, Zero Hour. Chase Lawler era un musicista che cercava di evocare Wild Huntsman per salvare sé stesso e la sua ragazza. Ma il suo spirito si incarnò nel musicista diventando così un cacciatore di criminali. Tentò di resistere a tale impulso, ma con un successo limitato.
Lawler soffriva di attacco di cuore e Mark Shaw un giorno tentò di rianimarlo. Durante tale operazione il legame con Wild Huntsman e la compulsione alla caccia, venne trasmesso a Shaw. Fu più tardi rivelato che Lawler venne sottoposto alla stessa programmazione mentale a cui fu sottoposto Mark Shaw e che Wild Huntsman, come effetto collaterale, era solo una creazione della sua mente. Lawler venne drogato, e quindi assassinato da Shaw, il cui spirito si trasferì in Dumas.

## Kirk DePaul
Creato da Kurt Busiek e Tom Grummett, la versione Kirk DePaul di Manhunter era l'ultimo sopravvissuto dei cloni di Paul Kirk creati dal Consiglio che indossava un'uniforme diversa dal solito Manhunter. DePaul stava vagabondando per l'Africa quando il suo progenitore fu ucciso. DePaul era un partner della compagnia di supereroi in affitto conosciuta come Power Company. Il suo compagno di squadra Skyrocket lo disprezzava per la sua condotta misera e materialista.
Il ruolo di DePaul nella Power Company attrasse l'attenzione di Asano Nitobe e Christine St. Clair, che lo confrontò. Tuttavia, stabilirono che non era malvagio, sebbene St. Clair continuò a guardare DePaul, decidendo di non ucciderlo. Tuttavia, DePaul fu successivamente ucciso da Mark Shaw che soffrì un crollo e rientrò nella persona di Dumas.

## Kate Spencer
Kate Spencer, come Mark Shaw, era un'avvocatessa penalista. Oltraggiata dalla facilità con cui i criminali sfuggono alla giustizia, Spencer assemblò un costume raccogliendo una serie di dispositivi lasciati incustoditi da diversi eroi e criminali. Un costume Darkstar ed un guanto Azrale di Batman, le diedero super forza, agilità e resistenza, mentre il bastone del potere di Shaw le consentiva di sparare colpi di energia. Spencer, anche grazie a tali dispositivi, riuscì a catturare diversi super criminali minori, tra cui Copperhead e il Ladro di Ombre.
Kate Spencer combatté persino contro suo padre, un super criminale minore che affermava di essere figlio di Al Pratt, l'Atomo della Golden Age. Kate è infatti la nipote di Phantom Lady e Iron Munro. Al Pratt permise a Sandra Knight di utilizzare il suo contatto al fine di formare una casa per madri-single.
Più recentemente, Kate Spencer, nella sua identità eroica di Manhunter, inizia a lavorare con il Dipartimento delle Operazioni Extranormali del governo degli Stati Uniti, sotto la responsabilità dall'ex criminale Mister Bones. Nella nuova serie Manhunter comparve all'inizio del 2004. Questa ebbe come ospiti Dan Richards, Mark Shaw, Chase Lawler e Kirk DePaul.
Manhunter ha rischiato la cancellazione a causa delle scarse vendite. Tuttavia, grazie ad una campagna di sensibilizzazione massicca e organizzata dei fan, insieme al supporto della direzione della DC Comics, permise la pubblicazione di altri cinque numeri. Nel 2007, Al New York Comic-Con da Dan DiDiFu rivelato che alla serie fu data una seconda possibilità per evitare la cancellazione. Fu rinnovata nel luglio 2007, ma sospesa. La serie ritornò nel giugno 2008 con il n. 31, scritta dal co-creatore Marc Andreyko e disegnata da Michael Gaydos. Terminò di nuovo nel gennaio 2009 con il n. 38.
Kate Spencer era ora parte di Birds of Prey, mentre Barbara Gordon e i suoi compagni furono spesso ospiti del fumetto Manhunter.
Fu rivelato che anche il figlio di Kate, Ramsey, possedeva dei superpoteri, nel n. 33 quando da bambino a 7 anni schiacciò un camion per salvare suo cane. Nel n. 38, disegnata come una "storia del futuro", descriveva una Kate Spencer più anziana e un Ramsey adulto; lei indossava una replica del costume Darkstar, mentre lui indossava un eso-mantello, regalatogli per la maturità. Questo incipit faceva presumere che Ramsay avrebbe potuto diventare il nuovo Manhunter.
Manhunter/Kate Spencer lavora tuttora come Procuratore Distrettuale alla periferia di Gotham. Le sue avventure più recenti si possono trovare nel nuovo fumetto mensile di Batman: Streets of Gotham.

## Manhunter 2070
Starker, un cacciatore di taglie del futuro, è la star di Manhunter 2070. Questa serie fu creata dallo scrittore Mike Sekowsky. Starker comparve per la prima volta nelle pagine di Showcase dal n. 91 al n. 93, del giugno-settembre 1970.
Nel 2053, il padre di Starker venne assassinato da pirati dello spazio, mentre il giovane Starker fu catturato e reso schiavo. Starker riuscì a prendere il controllo del vascello dei pirati, li catturò ponendo una taglia su ognuno di loro. Consapevole delle sue abilità decise pertanto di diventare un cacciatore di taglie. Fu aiutato da un robot di nome Arky.

## Altre versioni
- Una versione del Manhunter Starker comparve nella miniserie Twilight di Howard Chaykin e Jose Louis Garcia Lopez nel 1990. Nella serie, Starker si chiamava John, fratello maggiore dell'eroe Star Hawkins della Silver Age. Morì in Twilight n. 3.
- Nelle stampe di Tnagent Comics, un personaggio di nome Manhunter è membro dei Segreti Sei. È una donna, indossa un costume giallo e blu, e possiede un cane robot di nome "Pooch". Venne uccisa dalla versione Tangent di Power Girl in Tangent: Superman's Reign n. 4. Lori Lemaris ne assunse l'identità in Tangent: Superman's Reign n. 7.